# Mandubracius
Mandubracius oder Mandubratius, irrtümlich auch Androgeus, walisisch Afarwy, war ein König der Trinovanten, eines Volksstammes im Südosten Englands, im 1. Jahrhundert v. Chr.

## Geschichte und Legende
Mandubracius war der Sohn des Trinovanten-Königs Imanuentius, der vom britannischen Häuptling Cassivellaunus gestürzt und ermordet worden war. Daraufhin floh Mandubracius nach Gallien in den Schutz Caesars, einige Zeit bevor dieser nach Britannien übersetzte (54 v. Chr.). Als Cassivellaunus die Verteidigung gegen die Römer organisierte, verrieten die Trinovanten und mit ihnen befreundete Stämme seinen Aufenthaltsort, worauf er von Caesar erfolgreich belagert wurde. Cassivellaunus musste sich bei seiner Kapitulation verpflichten, Mandubracius als König der Trinovanten anzuerkennen und in Frieden regieren zu lassen.
In Geoffrey von Monmouths Historia Regum Britanniae („Geschichte der Könige Britanniens“) ist Cassivellaunus der Regent für seinen Neffen Androgeus. Die Figur des Androgeus ist mit Mandubracius gleichzusetzen, die Namensänderung beruht offenbar auf einen Kopierfehler, der bei Orosius (Historiarum adversum paganos libri VII.) passiert ist und von Geoffrey übernommen wurde. Auch eine Beeinflussung Geoffreys durch die  griechische Sagengestalt Androgeos wird für möglich gehalten. Orosius hat Aragius, einen früheren Herrscher in Britannien, irrtümlich in diese Geschichte eingebracht. Hier kämpfen Cassivellaunus und Androgeus/Mandubracius gemeinsam gegen die Römer, bis sie sich wegen eines Verwandtenmordes zerstreiten. Androgeus flieht zu Caesar, dieser besiegt Cassivellaunus, schließt Frieden und kehrt nach Rom zurück. Androgeus folgt ihm dorthin und kehrt nicht mehr nach Britannien zurück.
In der walisischen Übersetzung von Geoffreys Werk, Brut y Brenhinedd , und in den Trioedd Ynys Prydein („Die Triaden der Insel Britannien“) trägt Cassivellaunus den Namen Caswallawn und Androgeus den Namen Afarwy. Er wird als einer der drei „ehrlosen Männer der Insel Britannien“ bezeichnet, weil er Caesar zur Invasion Britanniens aufgefordert habe.
Der amerikanische Historiker John T. Koch vermutet hinter Mandubracius die historische Grundlage für die walisische mythologische Figur Manawydan. Er leitet den Namen von  * Mannue:tios und * Mannue:tiagnos („Sohn des Mannuetios“) her.